# Przełączka za Igłą

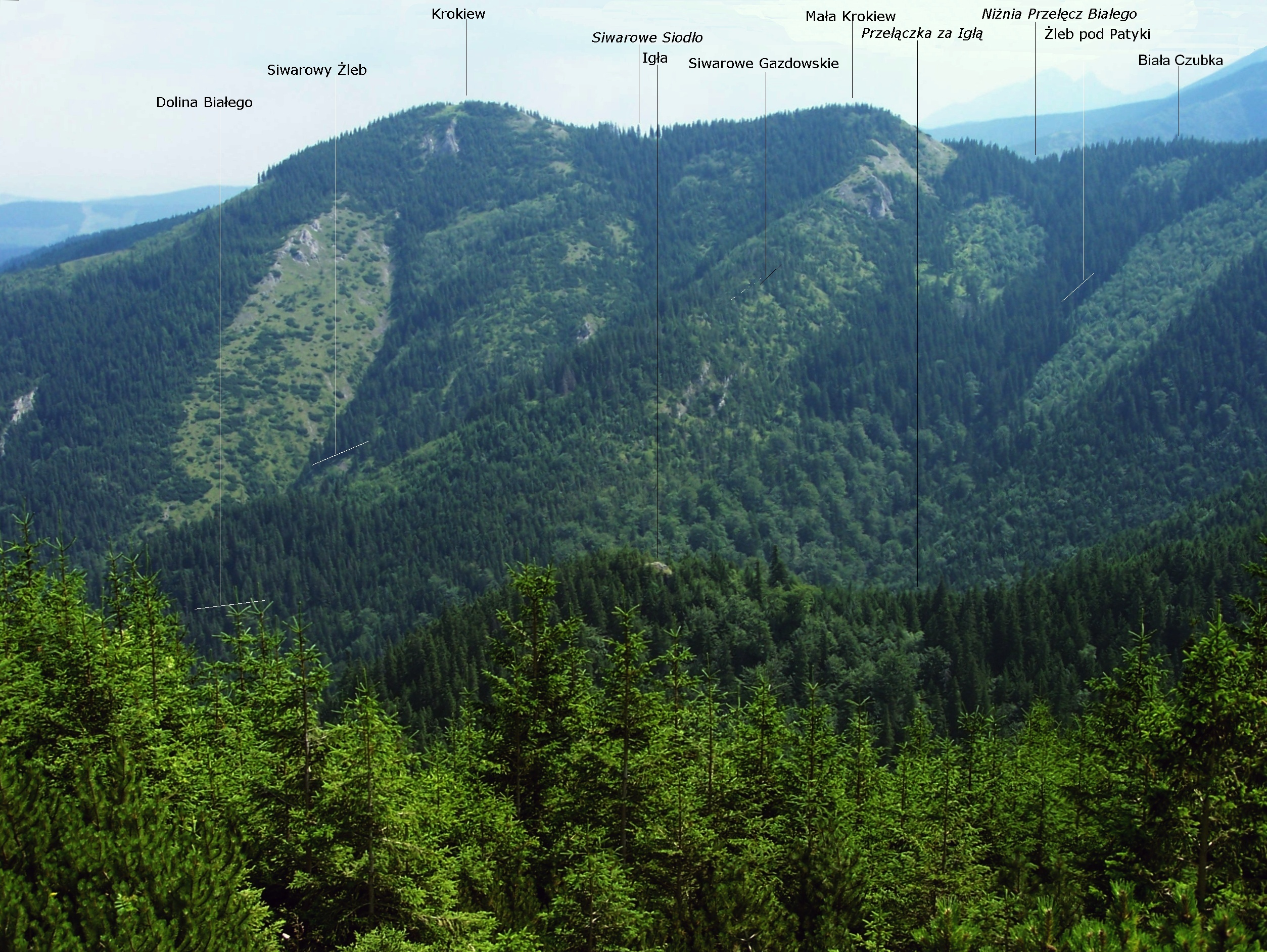
Widok z Sarniej Skały

Przełączka za Igłą – zalesiona przełączka w Dolinie Białego w polskich Tatrach Zachodnich. Znajduje się w dolnej części bezimiennego grzbietu o długości około 1,5 km, który odgałęzia się od grani Długiego Giewontu około 200 m na zachód od Wrótek i opada w kierunku północnym do Doliny Białego, dzieląc jej górną część na dwie odnogi. W grzbiecie tym, w kolejności z południa na północ kolejno wyróżnia się: Zameczki, Przełączkę za Igłą i Igłę. Wschodnie stoki Przełączki za Igłą opadają do głównego ciągu Doliny Białego, zachodnie do jej odnogi – Doliny Suchej. Przez Przełączkę za Igłą prowadzi znakowany szlak turystyczny.
Szlaki turystyczne
 wylot doliny Białego – Przełączka za Igłą – Ścieżka nad Reglami. Czas przejścia: 1:10 h, ↓ 55 min.